# Vicente Rodríguez Martín
Vicente Rodríguez Martín (1875 – 1933) fou un arquitecte valencià nascut a la ciutat de València. Es va formar com a professional a Madrid. Ja tornant a la seua ciutat, formaria part de la Diputació Provincial de València en la Comissió de Monuments.
Es va encarregar del disseny d'alguns pavellons (el de la Diputació Provincial i el de les Belles Arts) de l'Exposició Regional feta a la ciutat de València. També faria el gran arc a l'entrada de l'Exposició Regional, el Gran Casino, la Gran Pista i la Font Lluminosa.
Dissenyaria també l'edifici Olympia (ara ocupat pel teatre Olympia) al carrer de Sant Vicent. També, projectes d'edificis del carrer Pascual y Genís, Pérez Pujol, núm. 10, Don Juan d'Àustria, núm. 32, el de Sorní en cantó amb el de Comte Salvatierra. També, d'altres al carrer de Cadis i a la Gran via del Marqués del Túria. Altres edificis importants foren l'Equitativa, la Central Hidroelèctrica Espanyola, l'Institut Provincial de Sanitat i les reformes dels edificis del palau de Justícia i la Generalitat.
Finalment, es va morir el 28 de gener de 1933.